# Maurizio Pisati
Maurizio Pisati ( Milan, 1959) est un guitariste et compositeur classique italien.  

## Biographie
Maurizio Pisati a obtenu les plus hautes votations en composition, analyse, histoire, harmonie et contrepoint au Conservatoire Giuseppe Verdi de Milan sous la direction de A. Guarnieri et G. Manzoni, tout en poursuivant des cours d'été à Darmstadt et avec S. Sciarrino à ce même conservatoire et aux cours de spécialisation Città di Castello. Diplômé en guitare (de nouveau à Milan), il mène une carrière fructueuse de réalisateur entre 1983 et 1989, où il s'installe au Laboratorio Trio. Il joue sa propre musique sur ElectricGuitar et LiveElectronics dans son groupe ZONE. Il a fondé le label LArecords en 1997, il est directeur artistique du festival  pactaSOUNDzone à Milan et dirige le groupe de travail  RSE Centro studi e ricer et INCROCIlab au Conservatoire GB Martini de Bologne.

## Enseignement[3]
Il est professeur en Élément de composition, "Invention & Interpretation", "Composition pour la musique appliquée" au Conservatoire GB Martini de Bologne, où il dirige également le "CSR-centro studi e ricer ricer" et "INCROCIlab". 
De 1994 à 1996, il a enseigné à Corsi di Perfezionamento à Bobbio et en 2004 aux cours d’été Novantiqua à Frascati. Il a donné des conférences et des classes de maître à l'Université Toho Gakuen de Tokyo, au Tokyo Music College, à l'Académie des arts de Reykjavik, au Politecnico delle Arti-Milano, à la Fondation Irino de Tokyo et aux universités de Vaxjö à Brisbane, à Melbourne.

## Discographie[6]
- Ab Sofort - CD Edipan1992, Flûte et Piano; Duo Zurria-Pizzo
- FFA - CD RCA / BMG Ariola 1993, flûte à bec, flûte, Arpa; Ensemble Alter Ego
- The Running Quartet - CD Ricordi / Fonit Cetra1994, clarinette basse, violon, alto, violoncelle; Ensemble Contrechamps
- S - CD RCA / BMG Ariola1995, saxophone ténor, bande, électronique vivante; Sax: Federico Mondelci
- TAXI! - CD LArecords 1997, paroles de R. Sanesi, El-MIDI Guit. M. Pisati, enregistreur A. Politano,
- Perc. P. Strinna, voix E. Callegari, R. Sanesi
- Il Copiafavole - CD LArecords 1998, voix, instruments acoustiques et électroniques, et machines à copier
- Ricorda I Giochi - CD “Shin-On” LArecords 1999, Cymbales T. Kasuya, Fl. M. Zurria; Voix Reiko Takashi Irino, El. MIDI Guit. M. Pisati
- Spiegelkontaktfabrik - CD ArsPublica2001, Didjeridoo / Oboe M. Rinaldi; AudioTrack, Mix et Édition de M. Pisati
- Spiegelkontaktfabrik - CD Stradivarius 2003, guitare électrique Elena Càsoli; AudioTrack, Mix et Édition de M. Pisati
- ZONE-Tarkus / ZONEpopTRAIN - CD Victor Japon 2004, Aki Kuroda, Quartetto Prometeo, Elena Càsoli, Maurizio Ben Omar, Cond. Yoichi Sugiyama
- TheRunningDuo -Ténor & Double Basse. Duo Recordronik, Cavalli Records 2006
- CHAHACK -Guitare et AudioTrack, Guitare Sergio Sorrentino, Silta Records 2013

## Travaux
- Umbra, Bühnenwerk pour Ensemble, Tonband et Live-Elektronik, 1988
- Ermengarda Bühnenwerk, 1989
- -70mV pour orchestre, 1989
- Sette Studi für Gitarre, 1990
- Ö für Tenorsaxophon und Posaune, 1991
- Ab sofort für Flöte und Klavier, 1991
- FFA pour flûte à bec, Flöte und Harfe, 1993
- Le quatuor en cours d'exécution pour bassons, violon, alto et violoncelle, 1994
- 7 pour Klavier, Schlagzeug und Live-Elektronik, 1994
- S für Tenorsaxophon, Tonband und Live-Elektronik, 1995
- ZONE I für Flöte, Elektrogitarre und Lve-Elektronik, 1995
- ZONE II pour Stimme, Schlagzeug und Live-Elektronik, 1995
- TAXI! Bühnenwerk pour Ensemble, Tonband et Live-Elektronik, 1995
- HACK für Flöte und Schlagzeug, 1996
- San Moku Sen Gan pour ensemble, Tonband und Film, 1996
- ZONE-Franche, Happening in Padua pour violoncelle, Klavier, Glocken, Tonband et Live-Elektronik, 1996
- ZONE II Suite pour Ensemble, Tonband und Film, 1997
- FUEYE für Blasorchester, 1997
- ShiKaShi für zwei Enregistreur, Schlagzeug und Live-Elektronik, 1997
- Vormittagsspuk Stummfilmmusik für Rekorder und Gitarre, 1997
- SaxStories für vier Saxophone, 1998
- ZONE-Alp für Flöte und Gitarre, 1998
- L'Autore est un acteur de premier plan dans le domaine du cinéma, de la musique, du cinéma et de la musique vivante, 1998
- ZONE-d'Amore für Stimme, Elektrogitarre, Schlagzeug und Film, 1998
- La Stanza degli Indizi Terrestri ( écrite par Marina Cvetaeva et Léonard de Vinci ) pour ensemble, Tonband und Film (von Marcos Jorge ), 1998
- 3HATSconcert für Stimme, Elektrogitarre, Schlagzeug und Film, 1998
- Senti? für Gitarre und Streichorchester, 1999
- STOCK ZONE-TakuHon, Bühnenwerk pour Violoncelle, Schlagzeug, Streichorchester und Tonband, 1999
- Ricorda i Giochi pour Frauenstimme, Flöte, Elektrogitarre, Cymbal und Live-Elektronik, 1999
- CATVLLVS für Laute, Schlagzeug und Live-Elektronik, 2000
- SpiegelKontaktFabrik für Oboe, Didgeridoo, Tonband et Live-Elektronik, 2000
- TEI für Koto und Klavier, 2000
- Samblana für Saxophon und Gitarre, 2000
- Tamatebako für Schlagzeug, 2001
- Il Copiafavole-ZONE, Bühnenwerk, 2001
- PURPLE H pour Ensemble, Tonband et Live-Elektronik, 2001
- Oui, cos'è? für Schlagzeug und Streichorchester, 2003
- ZONE-popTRAIN pour ensemble, 2003
- Passacaglia Mit Albert pour flûte à bec, Tonband und Live-Elektronik, 2005
- QUESTIO mit der Stimme des Dichters Thor Vilhjalmsson pour trompette, Schlagzeug und Elektronik, 2006